# Phidippus calcuttaensis
Phidippus calcuttaensis là một loài nhện trong họ Salticidae.
Loài này thuộc chi Phidippus. Phidippus calcuttaensis được Biswamoy Biswas miêu tả năm 1984.